# 905 Universitas
905 Universitas eller 1918 ES är en asteroid i huvudbältet, som upptäcktes 30 oktober 1918 av den tyska astronomen Friedrich Karl Arnold Schwassmann i Bergedorf. Den har fått sitt namn efter Hamburgs universitet.
Asteroiden har en diameter på ungefär 12 kilometer och den tillhör asteroidgruppen Flora.